# Eugene Debs

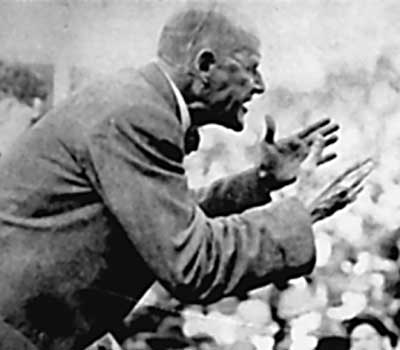
Debs przemawia w Canton

Eugene Victor Debs (ur. 5 listopada 1855 w Terre Haute, zm. 20 października 1926 w Elmhurst) – amerykański przywódca związkowy, socjalista, jeden z członków założycieli Robotników Przemysłowych Świata (IWW), kandydat na prezydenta Stanów Zjednoczonych z ramienia Partii Socjaldemokratycznej w 1900, a następnie Socjalistycznej Partii Ameryki w 1904, 1908, 1912 i 1920.

## Życiorys
Jego rodzicami byli Jean Daniel i Marguerite Mari Bettrich Debsowie, emigranci z Colmaru w Alzacji. Początkowo Debs (z zawodu palacz lokomotywy) był członkiem Partii Demokratycznej w Stanach Zjednoczonych, z ramienia tej partii został wybrany do Zgromadzenia Generalnego stanu Indiana. Współpracował z kilkoma małymi związkami zawodowymi (m.in. Brotherhood of Locomotive Firemen), a następnie znacząco przyczynił się do powstania American Railway Union (ARU), pierwszego związku zawodowego w przemyśle Stanów Zjednoczonych, który przez dłuższy czas był największą amerykańską organizacją tego typu. Jako członek ARU Debs uczestniczył w słynnym strajku w zakładach przemysłowych Pullmana w Chicago w 1894, krwawo stłumionym przez wojsko na rozkaz prezydenta Grovera Clevelanda, w wyniku czego został aresztowany i uwięziony. Pod wpływem więziennej lektury dzieł Karola Marksa poglądy polityczne Debsa zaczęły ewoluować w stronę socjalizmu. Po uwolnieniu w 1895 zaangażował się w działalność polityczną w Partii Socjaldemokratycznej, z której ramienia został w 1900 kandydatem na urząd prezydenta Stanów Zjednoczonych i w głosowaniu powszechnym otrzymał 87 945 głosów (0,6% poparcia). W następnych latach wielokrotnie kandydował w wyborach, otrzymując 6% poparcia (901 551 głosów) w 1912, co było najwyższym wynikiem w historii partii. Mimo tego sukcesu Debs pozostawał nieufny wobec systemu wyborczego, koncentrując swoją energię na organizowaniu pracowników w związki zawodowe i konsolidacji klasy robotniczej, która w jego rozumieniu powinna zorganizować, wyedukować i oswobodzić się samodzielnie.
27 czerwca 1905 w Chicago Eugene Debs wspólnie z innymi przywódcami związkowymi, socjalistami i anarchistami utworzył wielki związek zawodowy Robotnicy Przemysłowi Świata (IWW), mający zjednoczyć klasę robotniczą i odwołujący się w swoich założeniach do rewolucyjnego syndykalizmu. Radykalizm IWW doprowadził po kilku latach do ostrego konfliktu z Socjalistyczną Partią Ameryki, a zwłaszcza jej skrzydłem przywiązanym do parlamentaryzmu, z którym utożsamiani byli m.in. Victor Berger i Hillquit Morris. W 1908 podczas IV zjazdu IWW usunięto z szeregów związku niektórych socjalistów i pod wpływem Williama "Big Billa" Haywooda odrzucono metody walki politycznej, uznając za jedyne środki działania akcje bezpośrednie – sabotaż i strajk. Debs sympatyzował z obiema stronami sporu, ale kiedy umiarkowane skrzydło doprowadziło do dymisji Haywooda z władz partii, nie opowiedział się po jego stronie, oskarżając IWW o skłonności do anarchii. Niemniej zachował z nim przyjazne stosunki.
Debs był pacyfistą, dlatego 16 czerwca 1918 wygłosił antywojenne przemówienie w Canton, po którym pod zarzutem pogwałcenia przepisów 
ustawy o zwalczaniu działalności wywrotowej został aresztowany i skazany na 10 lat pozbawienia wolności. 18 września 1918 wygłosił przed sądem słynną mowę, w trakcie której powiedział m.in.:

I said then, and I say now, that while there is a lower class, I am in it, and while there is a criminal element I am of it, and while there is a soul in prison, I am not free.
13 kwietnia 1919 Debs został osadzony w więzieniu federalnym w Atlancie. W jego obronie Charles Ruthenberg zorganizował 1 maja wspólny marsz związkowców, socjalistów, anarchistów i komunistów w Cleveland, który przerodził się w gwałtowne zamieszki. Siedząc w więzieniu Debs kandydował w 1920 na prezydenta, otrzymując rekordową liczbę 913 664 głosów (6,4% poparcia). Napisał też szereg prac krytycznych wobec systemu penitencjarnego, zebranych później w książce i opublikowanych po jego śmierci. Prokurator generalny A. Mitchell Palmer, przestraszony złym stanem zdrowia Debsa, zwrócił się do prezydenta Woodrowa Wilsona z prośbą o ułaskawienie więźnia. Wilson odpowiedział "Nigdy!" i napisał "Odmowa" na podaniu. 25 grudnia 1921 republikański prezydent Warren Harding ułaskawił Debsa i przyjął go w Białym Domu. W 1924 Eugene Debs został zgłoszony do Pokojowej Nagrody Nobla przez fińskiego komunistę Karla H. Wiika. Jesienią 1926 schorowany Debs udał się do sanatorium w Elmhurst w stanie Illinois. Zmarł 20 października 1926 w wieku 70 lat. Przeszedł do historii amerykańskiej lewicy jako charyzmatyczny mówca i przywódca, który doprowadził do zbudowania lewicowej opozycji wobec polityki wielkich korporacji i uczestnictwa Stanów Zjednoczonych w I wojnie światowej, choć sam nie czuł się wygodnie w roli lidera i wzywał swoich zwolenników do samodzielnych działań.